# 젤레노돌스크

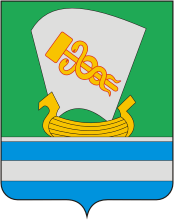
시 문장

젤레노돌스크(러시아어: Зеленодо́льск, 타타르어: Яшел Үзән/Yäşel Üzän, 마리어: Парат/Parat)는 러시아 타타르 공화국 북서부에 위치한 도시로, 인구는 100,139명(2002년 기준)이다. 볼가강 좌안과 접하며 카잔(타타르 공화국의 수도)에서 서쪽으로 38km 정도 떨어진 곳에 위치한다. 1895년 대규모 조선소가 건설되면서 신설되었다.